# Schizaphis eastopi
Schizaphis eastopi är en insektsart. Schizaphis eastopi ingår i släktet Schizaphis och familjen långrörsbladlöss. Inga underarter finns listade i Catalogue of Life.